# Cosmic Love (1986オメガトライブの曲)
「Cosmic Love」（コズミック・ラヴ）は、1986オメガトライブの3枚目シングル。1986年10月15日にバップよりリリースされた。

## 解説
- オリジナルアルバムには収録されていない楽曲である。アルバムへの収録は、1989年に発売された『BEST REMIX』にリミックスバージョンで収録されたのが最初であり、オリジナルバージョンは1991年発売の『OmegaTribe History:Good-bye OmegaTribe 1983-1991』に初収録された。
- 1987年に発売された『DJ SPECIAL』には、オリジナルバージョンにイントロとエンディング部分にDJの音声付で収録された。
- なお、カップリングの「I'll Never Forget You」は、後に発売された2枚目のアルバム『Crystal Night』に収録された。
- オリコンチャート初登場3位を獲得。同チャートでの売り上げ枚数は13.2万枚である。

## 収録曲
1. Cosmic Love
  - 作詞: 藤田浩一、作曲: 和泉常寛、編曲: 新川博
    - SANYO WO8 イメージソング（CMには八木さおりが出演）。
2. I'll Never Forget You
  - 作詞: 戸沢暢美、作曲: 和泉常寛、編曲: 船山基紀